# 27 Aquilae
27 Aquilae, som är stjärnans Flamsteed-beteckning, är en ensam stjärna belägen i den mellersta delen av stjärnbilden Örnen, som också har Bayer-beteckningen d Aquilae. Den har en skenbar magnitud på ca 5,49 och är svagt synlig för blotta ögat där ljusföroreningar ej förekommer. Baserat på parallaxmätning inom Hipparcosuppdraget på ca 7,5 mas, beräknas den befinna sig på ett avstånd på ca 440 ljusår (ca 134 parsek) från solen. Den rör sig närmare solen med en heliocentrisk radialhastighet av ca -27 km/s. På det beräknade avståndet minskar stjärnans skenbara magnitud genom en skymningsfaktor orsakad av interstellärt stoft.

## Egenskaper
27 Aquilae är en blå till vit jättestjärna av spektralklass B9 III. Den har en radie som är ca 3,3 solradier och utsänder ca 137 gånger mera energi än solen från dess fotosfär vid en effektiv temperatur av ca 11 500 K.
27 Aquilae visar en flerperiodig variation med minst sex pulseringsfrekvenser upptäckta och har en snabb rotation med en projicerad rotationshastighet på 55 km/s.